# 梁承宗
 梁承宗，四川宜宾人，明朝政治人物。同进士出身。

## 生平
永樂九年（1411年）辛卯科四川鄉試第一名舉人。永乐十三年（1415年），登乙未科三甲进士，授山东道监察御史。